# مديرية جرجر
مُديريَّة جرجر هي إحدى مُديريات محافظة أديامان الواقعة في جنوب شرق الأناضول في تركيا ومقرها بلدة جرجر. تأسست المديرية في عام 1954 تبلغ مساحتها 668 كم² وبلغ عدد سكانها 16٫416 نسمة في عام 2021.

## التركيبة
تتكوَّن المديرية من بلدية واحدة تقع في بلدة جرجر، ومن 104 نجوع و45 قرية هم:
- آجمه
- آغاجلي
- آشاغيطاغليجه
- بشكوزه
- بكبوستان
- بوداقلي
- بورجاقلي
- جامايجي
- جويزبينار
- جفتحصار
- جوبانبيناري
- طاغدويرين
- داللرجة
- دميرطاش
- اسكيكنت
- كجيدلي
- كوليورد
- كونان
- كوزبينار
- كموشقاشيق
- كونطوغدي
- كونكورمش
- كوركانلي
- كوزلصو
- قاشيازي
- كسرطاش
- قيلج
- كوكلوجة
- قوناجق
- قوريلي
- قوشرلر
- كوتوقلو
- نقيشلي
- انولر
- اورتاجه
- اويمقلي
- سرايجق
- سيدمحمود
- صوتبه
- اوجقيا
- يغمورلي
- يايلادالي
- ينيبارداق
- يشيليورد
- يوقاريطاغليجة